# Ježkárny
Ježkárny je studiové album českého folkového písničkáře, skladatele a kytaristy Miroslava Palečka, které bylo natočeno v roce 2014 (na CD). Autory písní jsou Voskovec+Werich+Ježek. Na albu hrají také hosté – Pavel Fořt, Karel Fořt, Štěpán Kojan a Petr Dopita.

## Seznam skladeb
1. Civilizace
2. David a Goliáš
3. Ezop a mravenec
4. Klobouk ve křoví
5. Prabába mé prabáby
6. Svět naruby
7. V domě stračí duch
8. Stonožka
9. Tragédie vodníkova
10. Strejček hlad
11. Šaty dělaj člověka
12. Svítá
13. Tmavomodrý svět
14. Nebe na zemi
15. Život je jen náhoda

## Obsazení
- Miroslav Paleček – zpěv, akustická kytara, trubka koutkem úst, perkuse
- Pavel Fořt – akustická kytara, elektrická kytara, baskytara
- Karel Fořt – akustická baskytara, bezpražcová baskytara
- Štěpán Kojan – akordeon
- Petr Dopita – pila